# Gryllotalpa africana
Gryllotalpa africana är en insektsart som beskrevs av Ambroise Marie François Joseph Palisot de Beauvois 1805. Gryllotalpa africana ingår i släktet Gryllotalpa och familjen mullvadssyrsor. Inga underarter finns listade i Catalogue of Life.

## Bildgalleri

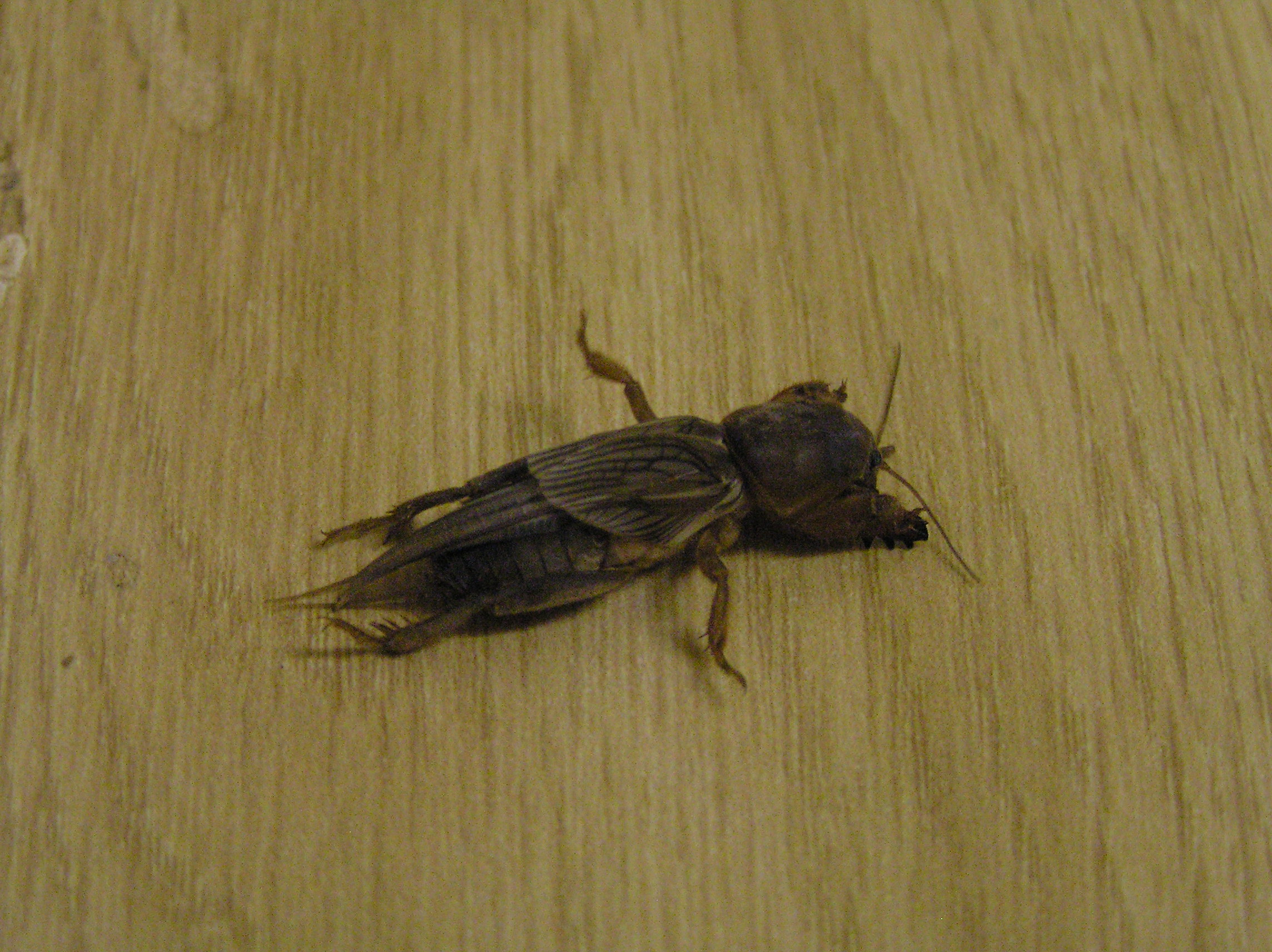